# Khamis-moskee
Er wordt aangenomen dat de Khamis-moskee de eerste moskee in Bahrein is, gebouwd in de tijd van de Omajjadische kalief Omar II. Volgens Al Wasat-journalist Kassim Hussain vermelden andere bronnen dat het in een later tijdperk werd gebouwd tijdens het bewind van de Uyuniden met één minaret. De tweede werd twee eeuwen later gebouwd tijdens de heerschappij van de Usfuriden.

## Geschiedenis
Het wordt beschouwd als een van de oudste moskeeën in de regio, aangezien wordt aangenomen dat de fundering al in 692 CE werd gelegd. Een op de site gevonden inscriptie suggereert echter een stichtingsdatum ergens in de 11e eeuw. Het is sindsdien tweemaal herbouwd, zowel in de 14e als in de 15e eeuw, toen de minaretten werden gebouwd. De Khamis-moskee is onlangs gedeeltelijk gerestaureerd.
De islam werd in de 7e eeuw na Christus naar Bahrein gepropageerd toen de profeet Mohammed een gezant Al-Ala'a Al-Hadrami stuurde, die de islam predikte tegen Munzir ibn Sawa Al Tamimi, destijds de gouverneur van Qatar en Bahrein.

## Structuur
Het huidige gebouw bestaat uit twee hoofdfasen:
- Een vroege gebedsruimte met een plat dak ondersteund door houten kolommen uit de 14e eeuw.
- Een later deel van het platte dak werd toegevoegd, ondersteund door bogen die rustten op dikke metselwerkpijlers (die dateren uit 1339)